# تسجيل خروج (مسلسل)
تسجيل خروج  هو مسلسل تلفزيوني عراقي صدر في عام 2021 من إخراج علي فاضل إنتاج منصة Tine Time ومن تأليف مصطفى الركابي.
تدور قصة المسلسل حول شخصية رجل تُدعى مجيد، التي جسدها العراقي أسعد عبد المجيد، يتوفى هذا الرجل ويترك وراءه ثروة كبيرة لابنه مالك، الذي يُجسِّده خليل فاضل خليل. بعد وفاة والده، يكتشف مالك أن حياة والده كانت مليئة بالغموض والأسرار التي كان غافلاً عنها تمامًا. يبدأ مالك في مواجهة العديد من الأشخاص الذين يبدو أنهم مهتمون بماضي والده، وهذا يضعه في مواجهة صراعات ومشكلات عديدة تنشأ بينه وبين هؤلاء الأشخاص.
- خليل فاضل خليل
- أسعد عبد المجيد

- زهراء غندور
- أساور عزت
- ميلاد سري
- هيثم عبدالرزاق

- أشتي حديد
- آلاء نجم
- رضاب أحمد
- أمير إحسان
- وسام ضياء
- غيد صالح
- كعكي